# Изабелла Французская (королева Наварры)
Изабе́лла Францу́зская (фр. Isabelle de France, исп. Isabel de Francia; 2 марта 1241 — 17 апреля 1271) — королева Наварры, жена Теобальдо II Наваррского.

## Жизнь

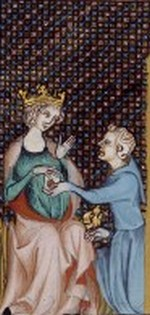
Изабелла получает послание от отца

Изабелла была дочерью Людовика IX Французского и Маргариты Прованской. Желая помириться с Наваррой, Людовик IX выдал Изабеллу за Теобальдо II Наваррского. Сохранились письменные свидетельства того, что подготовку к свадьбе проводил лично Людовик IX, что было необычно для того времени — этим традиционно занимались матери. 6 апреля 1255 года в Мелёне Архиепископ Руанский сочетал браком Изабеллу и Теобальдо II Наваррского, графа Шампанского. Жениху был 18, невесте — 13 лет.
Принято считать, что королевская чета осталась бездетной, но более поздние испанские хроники указывали на то, что единственного своего ребёнка Изабелла и Теобальдо потеряли в младенчестве около 1258 года. Ещё более поздний летописец упоминал, что Изабелла умерла в 1271 году, вскоре после смерти Теобальдо «siendo prenada» — «будучи беременной» (вероятно, во время родов). Современные исследования позволяют говорить о том, что брак Изабеллы и Теобальдо был «белым» (целомудренным): супруги не раздевались полностью перед сном, и, когда Изабелла умирала во время родов, она приказала повитухам укутать её тело, чтобы никто не мог видеть её наготы.
Вместе с мужем и отцом набожная Изабелла в июле 1270 года отправилась в Восьмой крестовый поход. Людовик IX умер в этом походе от болезни в августе того же года, а Теобальдо — в декабре на Сицилии. После смерти отца и мужа Изабелла вернулась во Францию и прожила в Провансе ещё два месяца до своей кончины.
Изабелла похоронена вместе с мужем в Провансе.